# Adolfo (São Paulo)
Adolfo é um município brasileiro do estado de São Paulo, com uma população de 4.351 habitantes (IBGE/2022). Foi fundado em 1959 e Adolfo Moreira Filho foi seu primeiro prefeito eleito em 4 de outubro de 1959.
A cidade faz parte da região metropolitana de São José do Rio Preto.

## História
Pelo Decreto-lei Estadual n.º 14.334, de 30 de novembro de 1944 foi criado o Distrito de Adolfo, destacado do município de Rio Preto que depois passou a ser chamado de São José do Rio Preto com o objetivo da criação de um novo município de nome Nova Aliança.
Em divisão territorial de 1 de julho de 1950, o distrito de Adolfo faz parte do município de Nova Aliança. Pela Lei Estadual n.º 5.285, de 18 de fevereiro de 1959 foi criado o município com a denominação de Adolfo.

## Demografia

### População
| Crescimento populacional                             | Crescimento populacional | Crescimento populacional | Crescimento populacional |
| Ano                                                  | População Total          |                          | %±                       |
| ---------------------------------------------------- | ------------------------ | ------------------------ | ------------------------ |
| 1960                                                 | 3 774                    |                          | —                        |
| 1970                                                 | 3 969                    |                          | 5,2%                     |
| 1980                                                 | 3 611                    |                          | −9,0%                    |
| 1991                                                 | 3 272                    |                          | −9,4%                    |
| 2000                                                 | 3 684                    |                          | 12,6%                    |
| 2010                                                 | 3 557                    |                          | −3,4%                    |
| 2022                                                 | 4 351                    |                          | 22,3%                    |
| Est. 2024                                            | 4 478                    | [ 10 ]                   | 2,9%                     |
| Fontes: Censos Demográficos IBGE e Estimativas SEADE |                          |                          |                          |

### Dados demográficos
Dados do Censo - 2010
População total: 4.351
- Urbana: 3.200
- Rural: 357

Densidade demográfica: 16,85 hab./km²
Dados do Censo - 2000
Mortalidade infantil até um ano: 7,12 por mil
Expectativa de vida: 76,77 anos
Taxa de fecundidade: 2,02 filhos por mulher
Taxa de alfabetização: 86,86%
Índice de Desenvolvimento Humano (IDH-M): 0,795
- IDH-M Renda:       0,686
- IDH-M Longevidade: 0,863
- IDH-M Educação:    0,837

(Fonte: IPEADATA)

## Geografia
Tem uma área total de 211,1 km². Localiza-se a uma altitude de 443 metros acima do nível do mar.

### Hidrografia
- Rio Tietê
- Ribeirão da Fartura

### Rodovias
- SP-355

## Política e administração
- Prefeito: Ricardo Robles (2025/2028)
- Vice-prefeito: Flavio Bardella
- Presidente da câmara: Antônio Carlos Aguiar (2023/2024)

## Infraestrutura

### Comunicações
O sistema de telefones automáticos foi inaugurado na cidade em 1982 pela Telecomunicações de São Paulo (TELESP), que também implantou o sistema de discagem direta à distância (DDD) em 1985 com o código de área (0172). Anteriormente a cidade era atendida pela Companhia de Telecomunicações do Estado de São Paulo (COTESP).
Na década de 90 o código DDD da cidade foi alterado para (017), para padronização do sistema telefônico com a telefonia celular que estava sendo implantada em todo o estado.

## Cultura e lazer

### Esportes
Dono do único estádio local, localizado na rua Santos Dumont - Centro, o Adolfo Esporte Clube é a equipe futebolística mais tradicional da cidade.
A equipe de Adolfo também contem times de base e de futsal, contendo vários jogadores e ídolos do clube.

## Religião
Segundo o censo de 2010 feito pelo IBGE a principal religião do município era o catolicismo onde 71,4% da população seguiam a doutrina, 22,7% eram protestantes, 2,9% eram testemunhas de Jeová, 1,5 eram de outas religiões e também 1,5% não tinham religião.

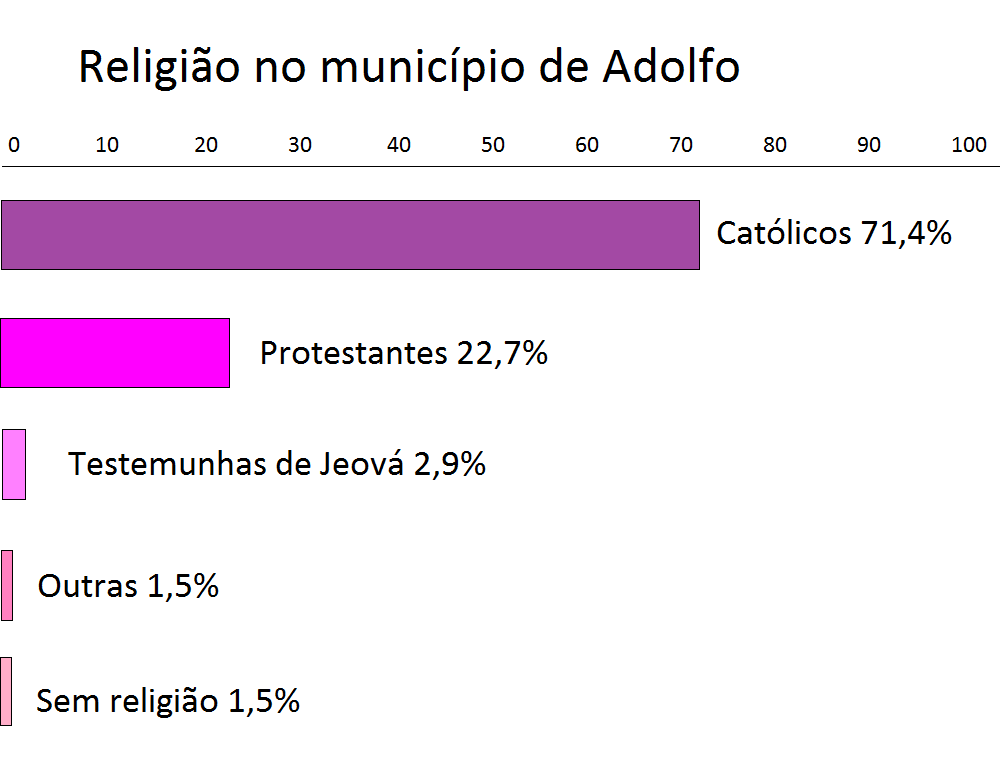

O Cristianismo se faz presente na cidade da seguinte forma:

### Igreja Católica
- A igreja faz parte da Diocese de São José do Rio Preto.[18]

O catolicismo no município está divido da seguinte forma: católicos apostólicos romanos 90,1% um total de 2.290 pessoas, católicos apostólicos brasileiros 9,7% um total de 247 pessoas e ortodoxos 0,3% um total de 3 pessoas.

### Igrejas Evangélicas
O protestantismo é a segunda maior religião do município e está dividido da seguinte forma: Igreja Evangélica Presbiteriana 14,1% um total de 113 pessoas, Igreja do Evangelho Quadrangular 13,2% um total de 107 pessoas, Assembleia de Deus 9,2% um total de 74 pessoas, Igreja Evangélica Batista 5,7% um total de 46 pessoas, Congregação Cristã no Brasil 5,0% um total de 41 pessoas, Igreja Universal do Reino de Deus 3,8% um total de 31 pessoas, Igreja Deus é Amor 1,7% um total de 14 pessoas, outras 8,7% um total de 70 pessoas e evangélicos não determinados 38,6% um total de 311 pessoas.